# Нялгозеро
Нялгозеро — пресноводное озеро на территории Винницкого сельского поселения Подпорожского района Ленинградской области.

## Общие сведения
Площадь озера — 0,6 км². Располагается на высоте 133,5 метров над уровнем моря.
Форма озера продолговатая: оно почти на полтора километра вытянуто с севера на юг. Берега каменисто-песчаные, преимущественно заболоченные.
Нялгозеро — водоём без поверхностного стока. Принадлежит бассейну реки Шокши, впадающей в реку Оять, левый приток Свири.
В полукилометре к востоку от озера проходит дорога местного значения 41К-016 («Станция Оять — Алёховщина — Надпорожье — Плотично (от автодороги „Кола“)»).
Населённые пункты вблизи водоёма отсутствуют.
Код объекта в государственном водном реестре — 01040100811102000015722.